# Fantaisie-Impromptu

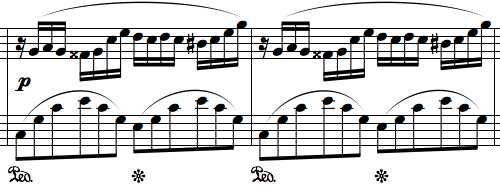
Chủ đề chính của Fantaisie-Impromptu

Fantaisie-Impromptu (tiếng Ba Lan: Fantazja-Impromptu) là một tác phẩm viết cho piano độc tấu của nhà soạn nhạc Frédéric Chopin. Bản nhạc được viết ở cung Đô thăng thứ, Op.66. Tác phẩm được sáng tác vào năm 1834 và được xuất bản sau khi ông qua đời vào năm 1855. Dù vậy Chopin đã bày tỏ không được xuất bản những bản nhạc mà ông không mong muốn.  Fantaisie-Impromptu là một trong những tác phẩm được biểu diễn thường xuyên và phổ biến nhất của Chopin. :189